# Mecze reprezentacji Polski w piłce siatkowej kobiet na mistrzostwach Europy

## Mecze Polski

### Mistrzostwa Europy 1949
| Nr | Przeciwnik     | Miejsce | Data        | Wynik (Polska-przeciwnik) | Impreza          | Raport |
| -- | -------------- | ------- | ----------- | ------------------------- | ---------------- | ------ |
| 1  | ZSRR           | Praga   | 10 września | 0:3 (13:15, 4:15, 3:15)   | Turniej finałowy |        |
| 2  | Rumunia        | Praga   | 11 września | 3:0 (15:10, 15:3, 15:7)   | Turniej finałowy |        |
| 3  | Francja        | Praga   | 13 września | 3:0 (15:13, 15:7, 15:6)   | Turniej finałowy |        |
| 4  | Holandia       | Praga   | 14 września | 3:0 (15:0, 15:6, 15:4)    | Turniej finałowy |        |
| 5  | Czechosłowacja | Praga   | 16 września | 0:3 (13:15, 14:16, 13:15) | Turniej finałowy |        |
| 6  | Węgry          | Praga   | 18 września | 3:0 (15:4, 15:6, 15:9)    | Turniej finałowy |        |

### Mistrzostwa Europy 1950
| Nr | Przeciwnik     | Miejsce | Data            | Wynik (Polska-przeciwnik)      | Impreza          | Raport |
| -- | -------------- | ------- | --------------- | ------------------------------ | ---------------- | ------ |
| 1  | Bułgaria       | Sofia   | 14 października | 3:0 (15:12, 15:7, 15:7)        | Turniej finałowy |        |
| 2  | Czechosłowacja | Sofia   | 16 października | 3:1 (15:9, 15:3, 12:15, 17:15) | Turniej finałowy |        |
| 3  | ZSRR           | Sofia   | 19 października | 0:3 (6:15, 2:15, 14:16)        | Turniej finałowy |        |
| 4  | Rumunia        | Sofia   | 20 października | 3:0 (15:10, 15:6, 15:8)        | Turniej finałowy |        |
| 5  | Węgry          | Sofia   | 22 października | 3:0 (15:6, 15:5, 15:5)         | Turniej finałowy |        |

### Mistrzostwa Europy 1951
| Nr | Przeciwnik | Miejsce | Data        | Wynik (Polska-przeciwnik)       | Impreza       | Raport |
| -- | ---------- | ------- | ----------- | ------------------------------- | ------------- | ------ |
| 1  | Jugosławia | Paryż   | 15 września | 3:1 (13:15, 15:12, 15:5, 15:10) | Faza grupowa  |        |
| 2  | Włochy     | Paryż   | 16 września | 3:0 (15:5, 15:1, 15:3)          | Faza grupowa  |        |
| 3  | Jugosławia | Paryż   | 19 września | 3:0 (17:15, 15:9, 15:9)         | Faza finałowa |        |
| 4  | ZSRR       | Paryż   | 21 września | 0:3 (8:15, 3:15, 11:15)         | Faza finałowa |        |
| 5  | Francja    | Paryż   | 22 września | 3:0 (15:13, 15:12, 15:4)        | Faza finałowa |        |

### Mistrzostwa Europy 1955
| Nr | Przeciwnik     | Miejsce   | Data       | Wynik (Polska-przeciwnik)             | Impreza          | Raport |
| -- | -------------- | --------- | ---------- | ------------------------------------- | ---------------- | ------ |
| 1  | Czechosłowacja | Bukareszt | 15 czerwca | 2:3 (13:15, 4:15, 16:14, 15:7, 11:15) | Turniej finałowy |        |
| 2  | Bułgaria       | Bukareszt | 17 czerwca | 3:2 (15:9, 8:15, 15:5, 11:15, 15:10)  | Turniej finałowy |        |
| 3  | Węgry          | Bukareszt | 19 czerwca | 3:0 (15:6, 15:12, 15:11)              | Turniej finałowy |        |
| 4  | Rumunia        | Bukareszt | 22 czerwca | 3:2 (9:15, 15:5, 15:13, 15:17, 15:11) | Turniej finałowy |        |
| 5  | ZSRR           | Bukareszt | 24 czerwca | 1:3 (9:15, 5:15, 15:9, 15:6)          | Turniej finałowy |        |

### Mistrzostwa Europy 1958
| Nr | Przeciwnik     | Miejsce | Data        | Wynik (Polska-przeciwnik)              | Impreza       | Raport |
| -- | -------------- | ------- | ----------- | -------------------------------------- | ------------- | ------ |
| 1  | Węgry          | Praga   | 30 sierpnia | 3:1 (15:5, 13:15, 15:11, 15:10)        | Faza grupowa  |        |
| 2  | Holandia       | Praga   | 31 sierpnia | 3:0 (15:4, 15:12, 15:7)                | Faza grupowa  |        |
| 3  | Czechosłowacja | Praga   | 3 września  | 2:3 (7:15, 15:11, 15:12, 12:15, 11:15) | Faza finałowa |        |
| 4  | Rumunia        | Praga   | 4 września  | 3:1 (5:15, 15:7, 15:8, 15:8)           | Faza finałowa |        |
| 5  | NRD            | Praga   | 6 września  | 3:0 (15:5, 15:1, 15:5)                 | Faza finałowa |        |
| 6  | Bułgaria       | Praga   | 7 września  | 3:1 (15:12, 14:16, 15:8, 16:14)        | Faza finałowa |        |
| 7  | Jugosławia     | Praga   | 8 września  | 3:0 (15:1, 15:11, 15:1)                | Faza finałowa |        |
| 8  | Węgry          | Praga   | 9 września  | 3:1 (15:10, 13:15, 15:6, 15:10)        | Faza finałowa |        |
| 9  | ZSRR           | Praga   | 10 września | 2:3 (15:13, 15:6, 10:15, 14:16, 11:15) | Faza finałowa |        |

### Mistrzostwa Europy 1963
| Nr | Przeciwnik     | Miejsce   | Data            | Wynik (Polska-przeciwnik)             | Impreza       | Raport |
| -- | -------------- | --------- | --------------- | ------------------------------------- | ------------- | ------ |
| 1  | RFN            | Konstanca | 22 października | 3:0 (15:1, 15:6, 15:5)                | Faza grupowa  |        |
| 2  | Jugosławia     | Konstanca | 23 października | 3:0 (15:10, 15:7, 15:8)               | Faza grupowa  |        |
| 3  | NRD            | Konstanca | 26 października | 3:2 (15:12, 10:15, 13:15, 15:3, 15:9) | Faza finałowa |        |
| 4  | Rumunia        | Konstanca | 27 października | 3:0 (15:12, 15:11, 15:5)              | Faza finałowa |        |
| 5  | Czechosłowacja | Konstanca | 28 października | 3:0 (15:2, 17:15, 15:10)              | Faza finałowa |        |
| 6  | Węgry          | Konstanca | 31 października | 3:1 (15:5, 15:6, 10:15, 15:12)        | Faza finałowa |        |
| 7  | ZSRR           | Konstanca | 1 listopada     | 2:3 (15:8, 8:15, 17:15, 4:15, 10:15)  | Faza finałowa |        |
| 8  | Bułgaria       | Konstanca | 2 listopada     | 3:2 (15:10, 15:3, 5:15, 14:16, 15:10) | Faza finałowa |        |

### Mistrzostwa Europy 1967
| Nr | Przeciwnik     | Miejsce | Data            | Wynik (Polska-przeciwnik)            | Impreza       | Raport |
| -- | -------------- | ------- | --------------- | ------------------------------------ | ------------- | ------ |
| 1  | RFN            | Adana   | 26 października | 3:0 (15:0, 15:3, 15:2)               | Faza grupowa  |        |
| 2  | Czechosłowacja | Adana   | 27 października | 3:2 (15:9, 15:10, 5:15, 10:15, 15:6) | Faza grupowa  |        |
| 3  | Belgia         | Adana   | 28 października | 3:0 (15:3, 15:0, 15:3)               | Faza grupowa  |        |
| 4  | NRD            | Izmir   | 1 listopada     | 3:1 (15:11, 17:15, 13:15, 15:10)     | Faza finałowa |        |
| 5  | Węgry          | Izmir   | 2 listopada     | 3:1 (15:8, 3:15, 17:15, 15:10)       | Faza finałowa |        |
| 6  | Holandia       | Izmir   | 3 listopada     | 3:0 (15:3, 15:10, 15:3)              | Faza finałowa |        |
| 7  | Izrael         | Izmir   | 5 listopada     | 3:0 (15:2, 15:2, 15:4)               | Faza finałowa |        |
| 8  | Bułgaria       | Izmir   | 6 listopada     | 3:0 (15:6, 15:10, 15:9)              | Faza finałowa |        |
| 9  | ZSRR           | Izmir   | 7 listopada     | 0:3 (7:15, 10:15, 10:15)             | Faza finałowa |        |

### Mistrzostwa Europy 1971
| Nr | Przeciwnik     | Miejsce       | Data           | Wynik (Polska-przeciwnik)            | Impreza       | Raport |
| -- | -------------- | ------------- | -------------- | ------------------------------------ | ------------- | ------ |
| 1  | Włochy         | Gorycja       | 24 września    | 3:0 (15:4, 15:7, 15:10)              | Faza grupowa  |        |
| 2  | Austria        | Gorycja       | 25 września    | 3:0 (15:0, 15:1, 15:1)               | Faza grupowa  |        |
| 3  | Czechosłowacja | Reggio Emilia | 27 września    | 0:3 (13:15, 4:15, 8:15)              | Faza finałowa |        |
| 4  | Węgry          | Reggio Emilia | 28 września    | 3:0 (15:11, 15:12, 15:12)            | Faza finałowa |        |
| 5  | NRD            | Reggio Emilia | 29 września    | 3:0 (15:11, 15:12, 15:10)            | Faza finałowa |        |
| 6  | ZSRR           | Reggio Emilia | 30 września    | 0:3 (:15, 6:15, 13:15)               | Faza finałowa |        |
| 7  | Bułgaria       | Reggio Emilia | 1 października | 3:2 (15:2, 15:6, 10:15, 14:16, 15:7) | Faza finałowa |        |

### Mistrzostwa Europy 1975
| Nr | Przeciwnik     | Miejsce | Data            | Wynik (Polska-przeciwnik)            | Impreza       | Raport |
| -- | -------------- | ------- | --------------- | ------------------------------------ | ------------- | ------ |
| 1  | Belgia         | Negotin | 18 października | 3:0 (15:10, 15:4, 15:4)              | Faza grupowa  |        |
| 2  | Czechosłowacja | Negotin | 19 października | 2:3 (8:15, 15:11, 15:8, 7:15, 13:15) | Faza grupowa  |        |
| 3  | Włochy         | Negotin | 20 października | 3:1 (15:2, 15:4, 8:15, 15:10)        | Faza grupowa  |        |
| 4  | Bułgaria       | Belgrad | 22 października | 1:3 (9:15, 15:12, 9:15, 4:15)        | Faza finałowa |        |
| 5  | NRD            | Belgrad | 23 października | 2:3 (6:15, 15:11, 2:15, 15:9, 12:15) | Faza finałowa |        |
| 6  | Węgry          | Belgrad | 24 października | 1:3 (10:15, 15:9, 15:17, 6:15)       | Faza finałowa |        |
| 7  | ZSRR           | Belgrad | 25 października | 0:3 (9:15, 4:15, 7:15)               | Faza finałowa |        |

### Mistrzostwa Europy 1977
| Nr | Przeciwnik | Miejsce | Data           | Wynik (Polska-przeciwnik)            | Impreza      | Raport |
| -- | ---------- | ------- | -------------- | ------------------------------------ | ------------ | ------ |
| 1  | Bułgaria   | Kotka   | 25 września    | 3:0 (16:14, 15:11, 15:5)             | Faza grupowa |        |
| 2  | Włochy     | Kotka   | 26 września    | 3:0 (15:8, 15:10, 15:6)              | Faza grupowa |        |
| 3  | NRD        | Kotka   | 27 września    | 0:3 (13:15, 11:15, 5:15)             | Faza grupowa |        |
| 4  | RFN        | Kotka   | 28 września    | 3:1 (15:13, 12:15, 15:9, 15:3)       | Faza grupowa |        |
| 5  | Finlandia  | Kotka   | 29 września    | 3:0 (15:2, 15:1, 15:1)               | Faza grupowa |        |
| 6  | ZSRR       | Tampere | 1 października | 0:3 (3:15, 1:15, 7:15)               | Półfinał     |        |
| 7  | Węgry      | Tampere | 2 października | 2:3 (14:16, 15:10, 9:15, 15:5, 9:15) | Finał        |        |

### Mistrzostwa Europy 1979
| Nr | Przeciwnik     | Miejsce | Data            | Wynik (Polska-przeciwnik)              | Impreza               | Raport |
| -- | -------------- | ------- | --------------- | -------------------------------------- | --------------------- | ------ |
| 1  | RFN            | Orlean  | 5 października  | 3:1 (15:6, 15:1, 13:15, 15:7)          | Faza grupowa          |        |
| 2  | ZSRR           | Orlean  | 6 października  | 3:2 (15:10, 6:15, 15:12, 12:15, 15:12) | Faza grupowa          |        |
| 3  | Rumunia        | Orlean  | 7 października  | 0:3 (5:15, 6:15, 10:15)                | Faza grupowa          |        |
| 4  | Francja        | Cannes  | 10 października | 3:1 (15:12, 15:7, 9:15, 15:4)          | Mecze o miejsca 7-12. |        |
| 5  | Jugosławia     | Cannes  | 11 października | 3:0 (15:11, 15:10, 15:6)               | Mecze o miejsca 7-12. |        |
| 6  | Belgia         | Cannes  | 12 października | 3:0 (15:5, 15:4, 15:5)                 | Mecze o miejsca 7-12. |        |
| 7  | Czechosłowacja | Cannes  | 13 października | 0:3 (11:15, 13:15, 5:15)               | Mecze o miejsca 7-12. |        |

### Mistrzostwa Europy 1981
| Nr | Przeciwnik     | Miejsce | Data        | Wynik (Polska-przeciwnik)             | Impreza       | Raport |
| -- | -------------- | ------- | ----------- | ------------------------------------- | ------------- | ------ |
| 1  | Holandia       | Sofia   | 19 września | 3:1 (15:12, 15:3, 13:15, 15:2)        | Faza grupowa  |        |
| 2  | Włochy         | Sofia   | 20 września | 3:0 (15:12, 15:5, 15:10)              | Faza grupowa  |        |
| 3  | NRD            | Sofia   | 21 września | 0:3 (11:15, 13:15, 9:15)              | Faza grupowa  |        |
| 4  | Bułgaria       | Sofia   | 24 września | 0:3 (6:15, 10:15, 5:15)               | Faza finałowa |        |
| 5  | ZSRR           | Sofia   | 25 września | 0:3 (10:15, 7:15, 15:17)              | Faza finałowa |        |
| 6  | Czechosłowacja | Sofia   | 26 września | 3:2 (15:8, 15:12, 11:15, 8:15, 15:10) | Faza finałowa |        |
| 7  | Węgry          | Sofia   | 27 września | 1:3 (10:15, 15:10, 10:15, 7:15)       | Faza finałowa |        |

#### kwalifikacje
| Nr   | Przeciwnik | Miejsce | Data    | Wynik (Polska-przeciwnik) | Impreza                | Raport |
| 1981 | 1981       | 1981    | 1981    | 1981                      | 1981                   | 1981   |
| ---- | ---------- | ------- | ------- | ------------------------- | ---------------------- | ------ |
| 1    | Francja    | Ankara  | 8 maja  | 3:0                       | Turniej kwalifikacyjny |        |
| 2    | Turcja     | Ankara  | 9 maja  | 3:0 (15:10, 15:3, 15:8)   | Turniej kwalifikacyjny |        |
| 3    | Szwajcaria | Ankara  | 10 maja | 3:0 (15:6, 15:4, 15:13)   | Turniej kwalifikacyjny |        |

### Mistrzostwa Europy 1983
| Nr | Przeciwnik     | Miejsce   | Data        | Wynik (Polska-przeciwnik)             | Impreza               | Raport |
| -- | -------------- | --------- | ----------- | ------------------------------------- | --------------------- | ------ |
| 1  | NRD            | Schwerin  | 17 września | 1:3 (10:15, 15:17, 15:4, 5:15)        | Faza grupowa          |        |
| 2  | Francja        | Schwerin  | 18 września | 3:1 (15:8, 15:13, 13:15, 15:2)        | Faza grupowa          |        |
| 3  | Bułgaria       | Schwerin  | 19 września | 3:2 (15:11, 13:15, 15:9, 9:15, 15:11) | Faza grupowa          |        |
| 4  | Holandia       | Chociebuż | 22 września | 3:0 (15:4, 15:9, 15:3)                | Mecze o miejsca 7-12. |        |
| 5  | Szwecja        | Chociebuż | 23 września | 3:0 (15:9, 15:6, 15:6)                | Mecze o miejsca 7-12. |        |
| 6  | Włochy         | Chociebuż | 24 września | 0:3 (7:15, 7:15, 13:15)               | Mecze o miejsca 7-12. |        |
| 7  | Czechosłowacja | Chociebuż | 25 września | 3:2 (15:13, 10:15, 7:15, 15:9, 17:15) | Mecze o miejsca 7-12. |        |

### Mistrzostwa Europy 1985
| Nr | Przeciwnik | Miejsce  | Data           | Wynik (Polska-przeciwnik)    | Impreza               | Raport |
| -- | ---------- | -------- | -------------- | ---------------------------- | --------------------- | ------ |
| 1  | ZSRR       | Enschede | 29 września    | 1:3 (1:15, 6:15, 15:6, 9:15) | Faza grupowa          |        |
| 2  | Francja    | Enschede | 30 września    | 3:0 (15:12, 15:13, 15:11)    | Faza grupowa          |        |
| 3  | RFN        | Enschede | 1 października | 1:3 (9:15, 9:15, 15:3, 9:15) | Faza grupowa          |        |
| 4  | Grecja     | Sittard  | 3 października | 3:0 (15:5, 15:7, 15:7)       | Mecze o miejsca 7-12. |        |
| 5  | Rumunia    | Sittard  | 4 października | 3:0 (15:4, 15:6, 15:3)       | Mecze o miejsca 7-12. |        |
| 6  | Bułgaria   | Sittard  | 5 października | 3:0 (15:10, 15:12, 16:14)    | Mecze o miejsca 7-12. |        |
| 7  | Węgry      | Sittard  | 6 października | 0:3 (13:15, 8:15, 8:15)      | Mecze o miejsca 7-12. |        |

#### kwalifikacje
| Nr   | Przeciwnik     | Miejsce          | Data    | Wynik (Polska-przeciwnik)       | Impreza                | Raport |
| 1985 | 1985           | 1985             | 1985    | 1985                            | 1985                   | 1985   |
| ---- | -------------- | ---------------- | ------- | ------------------------------- | ---------------------- | ------ |
| 1    | Anglia         | Viana do Castelo | 23 maja | 3:0 (15:0, 15:1, 15:0)          | Turniej kwalifikacyjny |        |
| 2    | Portugalia     | Viana do Castelo | 24 maja | 3:0 (15:2, 15:7, 15:2)          | Turniej kwalifikacyjny |        |
| 3    | Hiszpania      | Viana do Castelo | 25 maja | 3:0 (15:5, 15:6, 15:5)          | Turniej kwalifikacyjny |        |
| 4    | Jugosławia     | Viana do Castelo | 26 maja | 3:0 (15:12, 15:10, 15:2)        | Turniej kwalifikacyjny |        |
| 5    | Czechosłowacja | Viana do Castelo | 27 maja | 1:3 (15:17, 15:10, 14:16, 4:15) | Turniej kwalifikacyjny |        |

### Mistrzostwa Europy 1987
| Nr | Przeciwnik     | Miejsce   | Data           | Wynik (Polska-przeciwnik)       | Impreza               | Raport |
| -- | -------------- | --------- | -------------- | ------------------------------- | --------------------- | ------ |
| 1  | Holandia       | Eupen     | 25 września    | 1:3 (16:14, 11:15, 11:15, 7:15) | Faza grupowa          |        |
| 2  | Włochy         | Eupen     | 26 września    | 3:1 (7:15, 15:13, 15:9, 15:7)   | Faza grupowa          |        |
| 3  | ZSRR           | Eupen     | 27 września    | 0:3 (3:15, 2:15, 6:15)          | Faza grupowa          |        |
| 4  | Czechosłowacja | Eupen     | 29 września    | 0:3 (3:15, 13:15, 5:15)         | Faza grupowa          |        |
| 5  | RFN            | Eupen     | 30 września    | 0:3 (13:15, 13:15, 9:15)        | Faza grupowa          |        |
| 6  | Węgry          | Auderghem | 2 października | 0:3 (10:15, 6:15, 10:15)        | Mecze o miejsca 9-12. |        |
| 7  | Belgia         | Auderghem | 3 października | 3:0 (15:6, 15:9, 15:11)         | Mecz o 11. miejsce    |        |

#### kwalifikacje
| Nr   | Przeciwnik | Miejsce | Data    | Wynik (Polska-przeciwnik)      | Impreza | Raport |
| 1987 | 1987       | 1987    | 1987    | 1987                           | 1987    | 1987   |
| ---- | ---------- | ------- | ------- | ------------------------------ | ------- | ------ |
| 1    | Austria    | Stambuł | 21 maja | 3:0                            |         |        |
| 2    | Jugosławia | Stambuł | 22 maja |                                |         |        |
| 3    | Francja    | Stambuł | 23 maja | 1:3 (15:8, 10:15, 6:15, 13:15) |         |        |
| 4    | Turcja     | Stambuł | 24 maja | 3:0 (15:9, 15:7, 15:10)        |         |        |

### Mistrzostwa Europy 1989
| Nr | Przeciwnik     | Miejsce      | Data        | Wynik (Polska-przeciwnik)              | Impreza               | Raport |
| -- | -------------- | ------------ | ----------- | -------------------------------------- | --------------------- | ------ |
| 1  | NRD            | Karlsruhe    | 2 września  | 0:3 (6:15, 7:15, 9:15)                 | Faza grupowa          |        |
| 2  | Czechosłowacja | Karlsruhe    | 3 września  | 1:3 (12:15, 12:15, 15:12, 10:15)       | Faza grupowa          |        |
| 3  | Włochy         | Karlsruhe    | 4 września  | 0:3 (9:15, 5:15, 10:15)                | Faza grupowa          |        |
| 4  | Bułgaria       | Karlsruhe    | 6 września  | 1:3 (3:15, 16:14, 13:15, 10:15)        | Faza grupowa          |        |
| 5  | Francja        | Karlsruhe    | 7 września  | 3:1 (15:9, 15:11, 11:15, 15:12)        | Faza grupowa          |        |
| 6  | Finlandia      | Sindelfingen | 9 września  | 3:0 (15:7, 15:2, 15:3)                 | Mecze o miejsca 9-12. |        |
| 7  | Francja        | Sindelfingen | 10 września | 3:2 (15:12, 12:15, 17:15, 7:15, 15:13) | Mecz o 9. miejsce     |        |

#### kwalifikacje
| Nr   | Przeciwnik | Miejsce  | Data       | Wynik (Polska-przeciwnik)       | Impreza                | Raport |
| 1989 | 1989       | 1989     | 1989       | 1989                            | 1989                   | 1989   |
| ---- | ---------- | -------- | ---------- | ------------------------------- | ---------------------- | ------ |
| 1    | Szwecja    | La Corun | 13 czerwca | 3:0 (15:5, 15:4, 15:5)          | Turniej kwalifikacyjny |        |
| 2    | Jugosławia | La Corun | 15 czerwca | 1:3 (13:15, 15:12, 6:15, 16:17) | Turniej kwalifikacyjny |        |
| 3    | Holandia   | La Corun | 16 czerwca | 3:1 (8:15, 15:8, 15:8, 15:13)   | Turniej kwalifikacyjny |        |
| 4    | Hiszpania  | La Corun | 17 czerwca | 3:0 (15:6, 15:2, 15:1)          | Turniej kwalifikacyjny |        |

### Mistrzostwa Europy 1991
| Nr | Przeciwnik     | Miejsce | Data           | Wynik (Polska-przeciwnik)            | Impreza      | Raport |
| -- | -------------- | ------- | -------------- | ------------------------------------ | ------------ | ------ |
| 1  | Jugosławia     | Bari    | 28 września    | 3:2 (13:15, 11:15, 15:4, 15:7, 15:5) | Faza grupowa |        |
| 2  | Holandia       | Bari    | 29 września    | 0:3 (7:15, 8:15, 4:15)               | Faza grupowa |        |
| 3  | Czechosłowacja | Bari    | 30 września    | 2:3 (8:15, 15:3, 9:15, 15:9, 6:15)   | Faza grupowa |        |
| 4  | Niemcy         | Bari    | 2 października | 0:3 (12:15, 8:15, 10:15)             | Faza grupowa |        |
| 5  | Rumunia        | Bari    | 3 października | 1:3 (13:15, 17:16, 4:15, 11:15)      | Faza grupowa |        |

#### kwalifikacje
| Nr   | Przeciwnik | Miejsce | Data       | Wynik (Polska-przeciwnik)      | Impreza                | Raport |
| 1991 | 1991       | 1991    | 1991       | 1991                           | 1991                   | 1991   |
| ---- | ---------- | ------- | ---------- | ------------------------------ | ---------------------- | ------ |
| 1    | Dania      | Mielec  | 14 czerwca | 3:0 (15:5, 15:3, 15:9)         | Turniej kwalifikacyjny |        |
| 2    | Francja    | Mielec  | 15 czerwca | 3:1 (15:7, 13:15, 15:10, 15:7) | Turniej kwalifikacyjny |        |
| 3    | Węgry      | Mielec  | 16 czerwca | 3:1 (15:5, 7:15, 15:5, 15:7)   | Turniej kwalifikacyjny |        |

### Mistrzostwa Europy 1993

#### kwalifikacje
| Nr   | Przeciwnik | Miejsce    | Data       | Wynik (Polska-przeciwnik)             | Impreza                | Raport |
| 1993 | 1993       | 1993       | 1993       | 1993                                  | 1993                   | 1993   |
| ---- | ---------- | ---------- | ---------- | ------------------------------------- | ---------------------- | ------ |
| 1    | Chorwacja  | Chorwacja  | 16 maja    | 0:3 (9:15, 11:15, 7:15)               | Turniej kwalifikacyjny |        |
| 2    | Szwajcaria | Polska     | 26 maja    | 3:0 (15:9, 15:13, 17:16)              | Turniej kwalifikacyjny |        |
| 3    | Słowenia   | Słowenia   | 29 maja    | 3:0 (15:9, 15:9, 15:12)               | Turniej kwalifikacyjny |        |
| 4    | Szwajcaria | Szwajcaria | 2 czerwca  | 3:2 (15:9, 16:14, 8:15, 11:15, 15:13) | Turniej kwalifikacyjny |        |
| 5    | Słowenia   | Polska     | 5 czerwca  | 3:0 (15:9, 15:5, 15:9)                | Turniej kwalifikacyjny |        |
| 6    | Chorwacja  | Polska     | 12 czerwca | 3:0 (15:9, 15:7, 15:4)                | Turniej kwalifikacyjny |        |

### Mistrzostwa Europy 1995
| Nr | Przeciwnik | Miejsce   | Data        | Wynik (Polska-przeciwnik)              | Impreza      | Raport |
| -- | ---------- | --------- | ----------- | -------------------------------------- | ------------ | ------ |
| 1  | Białoruś   | Groningen | 23 września | 1:3 (6:15, 8:15, 15:12, 12:15)         | Faza grupowa |        |
| 2  | Rosja      | Groningen | 24 września | 0:3 (12:15, 7:15, 10:15)               | Faza grupowa |        |
| 3  | Łotwa      | Groningen | 25 września | 3:1 (15:2, 15:9, 4:15, 16:14)          | Faza grupowa |        |
| 4  | Ukraina    | Groningen | 27 września | 2:3 (10:15, 15:11, 15:12, 12:15, 8:15) | Faza grupowa |        |
| 5  | Niemcy     | Groningen | 28 września | 1:3 (13:15, 7:15, 15:8, 12:15)         | Faza grupowa |        |

#### kwalifikacje
| Nr   | Przeciwnik | Miejsce | Data       | Wynik (Polska-przeciwnik)       | Impreza                | Raport |
| 1995 | 1995       | 1995    | 1995       | 1995                            | 1995                   | 1995   |
| ---- | ---------- | ------- | ---------- | ------------------------------- | ---------------------- | ------ |
| 1    | Litwa      | Litwa   | 14 maja    | 3:0 (15:5, 15:4, 15:11)         | Turniej kwalifikacyjny |        |
| 2    | Węgry      | Polska  | 20 maja    | 3:0 (15:10, 15:4, 15:6)         | Turniej kwalifikacyjny |        |
| 3    | Rumunia    | Rumunia | 27 maja    | 3:0                             | Turniej kwalifikacyjny |        |
| 4    | Węgry      | Węgry   | 3 czerwca  | 3:0 (15:8, 15:11, 15:9)         | Turniej kwalifikacyjny |        |
| 5    | Litwa      | Polska  | 10 czerwca | 3:0 (15:2, 15:5, 15:9)          | Turniej kwalifikacyjny |        |
| 6    | Rumunia    | Polska  | 17 czerwca | 3:1 (15:10, 13:15, 15:6, 15:11) | Turniej kwalifikacyjny |        |

### Mistrzostwa Europy 1997
| Nr | Przeciwnik | Miejsce | Data           | Wynik (Polska-przeciwnik)      | Impreza                                          | Raport |
| -- | ---------- | ------- | -------------- | ------------------------------ | ------------------------------------------------ | ------ |
| 1  | Łotwa      | Zlín    | 27 września    | 3:0 (15:7, 15:9, 15:10)        | Mistrzostwa Europy w Piłce Siatkowej Kobiet 1997 |        |
| 2  | Bułgaria   | Zlín    | 28 września    | 0:3 (7:15, 8:15, 5:15)         | Mistrzostwa Europy w Piłce Siatkowej Kobiet 1997 |        |
| 3  | Holandia   | Zlín    | 29 września    | 3:1 (15:10, 4:15, 15:13, 15:4) | Mistrzostwa Europy w Piłce Siatkowej Kobiet 1997 |        |
| 4  | Białoruś   | Zlín    | 1 października | 3:0 (15:5, 15:7, 15:12)        | Mistrzostwa Europy w Piłce Siatkowej Kobiet 1997 |        |
| 5  | Rosja      | Zlín    | 2 października | 1:3 (6:15, 13:15, 15:3, 7:15)  | Mistrzostwa Europy w Piłce Siatkowej Kobiet 1997 |        |
| 6  | Ukraina    | Brno    | 4 października | 3:0 (15:8, 15:10, 15:13)       | Mecze o miejsca 5-8.                             |        |
| 7  | Włochy     | Brno    | 5 października | 0:3 (13:15, 9:15, 10:15)       | Mecz o 5. miejsce                                |        |

#### kwalifikacje
| Nr   | Przeciwnik | Miejsce    | Data        | Wynik (Polska-przeciwnik)     | Impreza                | Raport |
| 1996 | 1996       | 1996       | 1996        | 1996                          | 1996                   | 1996   |
| ---- | ---------- | ---------- | ----------- | ----------------------------- | ---------------------- | ------ |
| 1    | Portugalia | Polska     | 28 września | 3:0 (15:3, 15:1, 15:9)        | Turniej kwalifikacyjny |        |
| 1997 |            |            |             |                               |                        |        |
| 2    | Finlandia  | Finlandia  | 3 maja      | 3:0 (15:5, 15:7, 15:7)        | Turniej kwalifikacyjny |        |
| 3    | Portugalia | Portugalia | 10 maja     | 3:0 (15:9, 15:5, 15:8)        | Turniej kwalifikacyjny |        |
| 4    | Szwajcaria | Szwajcaria | 17 maja     | 3:0 (15:3, 15:10, 15:5)       | Turniej kwalifikacyjny |        |
| 5    | Finlandia  | Polska     | 24 maja     | 3:1 (15:3, 15:3, 11:15, 15:7) | Turniej kwalifikacyjny |        |
| 6    | Szwajcaria | Polska     | 31 maja     | 3:0 (15:3, 15:3, 15:10)       | Turniej kwalifikacyjny |        |

### Mistrzostwa Europy 1999
| Nr | Przeciwnik | Miejsce | Data        | Wynik (Polska-przeciwnik)               | Impreza              | Raport |
| -- | ---------- | ------- | ----------- | --------------------------------------- | -------------------- | ------ |
| 1  | Niemcy     | Perugia | 20 września | 2:3 (25:21, 14:25, 19:25, 25:16, 13:15) | Faza grupowa         |        |
| 2  | Chorwacja  | Perugia | 21 września | 0:3 (24:26, 24:26, 23:25)               | Faza grupowa         |        |
| 3  | Bułgaria   | Perugia | 22 września | 3:2 (25:23, 15:25, 32:30, 22:25, 15:11) | Faza grupowa         |        |
| 4  | Holandia   | Rzym    | 24 września | 1:3 (27:29, 25:22, 23:25, 23:25)        | Mecze o miejsca 5-8. |        |
| 5  | Bułgaria   | Rzym    | 25 września | 1:3 (19:25, 22:25, 25:20, 20:25)        | Mecz o 7. miejsce    |        |

#### kwalifikacje
| Nr   | Przeciwnik | Miejsce       | Data       | Wynik (Polska-przeciwnik)             | Impreza                | Raport |
| 1997 | 1997       | 1997          | 1997       | 1997                                  | 1997                   | 1997   |
| ---- | ---------- | ------------- | ---------- | ------------------------------------- | ---------------------- | ------ |
| 1    | Rumunia    | Rumunia       | 20 grudnia | 3:2 (15:6, 15:8, 13:15, 11:15, 15:10) | Turniej kwalifikacyjny |        |
| 2    | Czechy     | Polska        | 30 grudnia | 3:1 (17:15, 15:8, 10:15, 15:6)        | Turniej kwalifikacyjny |        |
| 1998 |            |               |            |                                       |                        |        |
| 3    | Holandia   | Holandia      | 5 czerwca  | 3:1 (8:15, 15:8, 15:8, 15:6, 15:12)   | Turniej kwalifikacyjny |        |
| 4    | Chorwacja  | Polska        | 21 czerwca | 3:1 (15:17, 15:11, 17:16, 15:11)      | Turniej kwalifikacyjny |        |
| 5    | Chorwacja  | Chorwacja     | 27 czerwca | 1:3 (15:17, 5:15, 15:7, 9:15)         | Turniej kwalifikacyjny |        |
| 6    | Holandia   | Bielsko-Biała | 11 lipca   | 3:2 (8:15, 15:9, 15:6, 14:16, 15:13)  | Turniej kwalifikacyjny |        |
| 7    | Łotwa      | Ryga          | 18 lipca   | 3:2 (15:3, 6:15, 15:0, 13:15, 15:12)  | Turniej kwalifikacyjny |        |
| 8    | Łotwa      | Polska        | 25 lipca   | 3:0 (15:5, 15:2, 15:11)               | Turniej kwalifikacyjny |        |
| 1999 |            |               |            |                                       |                        |        |
| 9    | Czechy     | Czechy        | 2 czerwca  | 2:3 (15:8, 15:10, 14:16, 3:15, 12:15) | Turniej kwalifikacyjny |        |
| 10   | Rumunia    | Polska        | 12 czerwca | 3:0 (15:11, 15:12, 15:4)              | Turniej kwalifikacyjny |        |

### Mistrzostwa Europy 2001
| Nr | Przeciwnik | Miejsce | Data        | Wynik (Polska-przeciwnik)               | Impreza              | Raport |
| -- | ---------- | ------- | ----------- | --------------------------------------- | -------------------- | ------ |
| 1  | Włochy     | Sofia   | 22 września | 1:3 (17:25, 15:25, 25:20, 21:25)        | Faza grupowa         |        |
| 2  | Niemcy     | Sofia   | 23 września | 3:1 (19:25, 25:19, 26:24, 25:16)        | Faza grupowa         |        |
| 3  | Ukraina    | Sofia   | 24 września | 2:3 (14:25, 25:19, 25:23, 16:25, 11:15) | Faza grupowa         |        |
| 4  | Chorwacja  | Sofia   | 26 września | 3:0 (25:15, 30:28, 25:18)               | Faza grupowa         |        |
| 5  | Holandia   | Sofia   | 27 września | 0:3 (18:25, 24:26, 19:25)               | Faza grupowa         |        |
| 6  | Rumunia    | Sofia   | 29 września | 3:0 (25:20, 25:22, 25:21)               | Mecze o miejsca 5-8. |        |
| 7  | Holandia   | Sofia   | 30 września | 2:3 (22:25, 25:22, 19:25, 25:21, 9:15)  | Mecz o 5. miejsce    |        |

#### kwalifikacje
| Nr   | Przeciwnik | Miejsce   | Data       | Wynik (Polska-przeciwnik)        | Impreza                | Raport |
| 2000 | 2000       | 2000      | 2000       | 2000                             | 2000                   | 2000   |
| ---- | ---------- | --------- | ---------- | -------------------------------- | ---------------------- | ------ |
| 1    | Grecja     | Opole     | 28 maja    | 3:0 (25:17, 28:26, 25:13)        | Turniej kwalifikacyjny |        |
| 2    | Rumunia    | Bukareszt | 3 czerwca  | 1:3 (20:25, 25:23, 20:25, 21:25) | Turniej kwalifikacyjny |        |
| 3    | Białoruś   | Mińsk     | 10 czerwca | 3:1 (25:21, 27:25, 20:25, 25:21) | Turniej kwalifikacyjny |        |
| 4    | Białoruś   | Białystok | 17 czerwca | 1:3 (25:19, 20:25, 24:26, 21:25) | Turniej kwalifikacyjny |        |
| 2001 |            |           |            |                                  |                        |        |
| 5    | Rumunia    | Polska    | 23 maja    | 3:0 (25:21, 25:20, 25:23)        | Turniej kwalifikacyjny |        |
| 6    | Grecja     | Syros     | 3 czerwca  | 1:3 (29:27, 22:25, 24:26, 20:25) | Turniej kwalifikacyjny |        |

### Mistrzostwa Europy 2003
| Nr | Przeciwnik | Miejsce | Data        | Wynik (Polska-przeciwnik)               | Impreza      | Raport |
| -- | ---------- | ------- | ----------- | --------------------------------------- | ------------ | ------ |
| 1  | Holandia   | Ankara  | 20 września | 3:2 (25:22, 25:19, 32:34, 23:25, 15:5)  | Faza grupowa |        |
| 2  | Ukraina    | Ankara  | 21 września | 3:1 (25:19, 23:25, 25:19, 25:19)        | Faza grupowa |        |
| 3  | Bułgaria   | Ankara  | 22 września | 3:2 (25:17, 25:22, 22:25, 20:25, 15:12) | Faza grupowa |        |
| 4  | Włochy     | Ankara  | 24 września | 1:3 (25:20, 22:25, 20:25, 22:25)        | Faza grupowa |        |
| 5  | Czechy     | Ankara  | 25 września | 3:1 (25:19, 23:25, 25:22, 25:16)        | Faza grupowa |        |
| 6  | Niemcy     | Ankara  | 27 września | 3:2 (25:23, 20:25, 22:25, 25:22, 15:9)  | Półfinał     |        |
| 7  | Turcja     | Ankara  | 28 września | 3:0 (25:17, 25:14, 25:7)                | Finał        |        |

#### kwalifikacje
| Nr   | Przeciwnik | Miejsce   | Data       | Wynik (Polska-przeciwnik)              | Impreza                | Raport |
| 2002 | 2002       | 2002      | 2002       | 2002                                   | 2002                   | 2002   |
| ---- | ---------- | --------- | ---------- | -------------------------------------- | ---------------------- | ------ |
| 1    | Słowacja   | Słowacja  | 1 czerwca  | 2:3 (20:25, 25:23, 26:24, 19:25, 9:15) | Turniej kwalifikacyjny |        |
| 2    | Chorwacja  | Chorwacja | 8 czerwca  | 3:0 (29:27, 25:18, 25:17)              | Turniej kwalifikacyjny |        |
| 3    | Niemcy     | Niemcy    | 15 czerwca | 3:0 (25:23, 25:17, 25:19)              | Turniej kwalifikacyjny |        |
| 2003 |            |           |            |                                        |                        |        |
| 4    | Niemcy     | Rzeszów   | 23 maja    | 3:1 (22:25, 29:27, 25:23, 25:12)       | Turniej kwalifikacyjny |        |
| 5    | Chorwacja  | Mielec    | 30 maja    | 3:0 (29:27, 25:16, 25:20)              | Turniej kwalifikacyjny |        |
| 6    | Słowacja   | Bydgoszcz | 4 czerwca  | 3:1 (14:25, 25:16, 25:19, 25,19)       | Turniej kwalifikacyjny |        |

### Mistrzostwa Europy 2005
| Nr | Przeciwnik          | Miejsce | Data        | Wynik (Polska-przeciwnik)               | Impreza      | Raport |
| -- | ------------------- | ------- | ----------- | --------------------------------------- | ------------ | ------ |
| 1  | Azerbejdżan         | Zagrzeb | 17 września | 3:0 (26:24, 25:20, 25:23)               | Faza grupowa |        |
| 2  | Niemcy              | Zagrzeb | 18 września | 3:2 (25:22, 23:25, 19:25, 28:26, 15:13) | Faza grupowa |        |
| 3  | Chorwacja           | Zagrzeb | 19 września | 3:1 (25:16, 25:21, 22:25, 25:20)        | Faza grupowa |        |
| 4  | Rumunia             | Zagrzeb | 21 września | 3:0 (25:13, 25:19, 25:16)               | Faza grupowa |        |
| 5  | Serbia i Czarnogóra | Zagrzeb | 22 września | 3:1 (25:14, 25:23, 23:25, 25:21)        | Faza grupowa |        |
| 6  | Rosja               | Zagrzeb | 24 września | 3:2 (26:24, 25:22, 26:28, 20:25, 22:20) | Półfinał     |        |
| 7  | Włochy              | Zagrzeb | 25 września | 3:1 (25:23, 27:25, 21:25, 25:18)        | Finał        |        |

### Mistrzostwa Europy 2007
| Nr | Przeciwnik | Miejsce    | Data        | Wynik (Polska-przeciwnik)               | Impreza               | Raport |
| -- | ---------- | ---------- | ----------- | --------------------------------------- | --------------------- | ------ |
| 1  | Hiszpania  | Hasselt    | 21 września | 3:0 (25:21, 25:22, 25:20)               | Pierwsza faza grupowa |        |
| 2  | Czechy     | Hasselt    | 22 września | 3:1 (25:17, 27:25, 18:25, 25:22)        | Pierwsza faza grupowa |        |
| 3  | Bułgaria   | Hasselt    | 23 września | 3:2 (20:25, 27:25, 29:31, 25:13, 15:13) | Pierwsza faza grupowa |        |
| 4  | Serbia     | Hasselt    | 25 września | 3:0 (25:18, 25:20, 25:14)               | Druga faza grupowa    |        |
| 5  | Belgia     | Hasselt    | 26 września | 3:0 (25:18, 25:20, 25:19)               | Druga faza grupowa    |        |
| 6  | Holandia   | Hasselt    | 27 września | 3:1 (25:22, 25:18, 22:25, 25:21)        | Druga faza grupowa    |        |
| 7  | Serbia     | Luksemburg | 29 września | 0:3 (25:27, 21:25, 21:25)               | Półfinał              |        |
| 8  | Rosja      | Luksemburg | 30 września | 1:3 (25:21, 22:25, 14:25, 20:25)        | Mecz o 3. miejsce     |        |

### Mistrzostwa Europy 2009
| Nr | Przeciwnik | Miejsce | Data           | Wynik (Polska-przeciwnik)               | Impreza               | Raport |
| -- | ---------- | ------- | -------------- | --------------------------------------- | --------------------- | ------ |
| 1  | Hiszpania  | Łódź    | 25 września    | 3:2 (25:15, 25:20, 19:25, 23:25, 15:11) | Pierwsza faza grupowa |        |
| 2  | Chorwacja  | Łódź    | 26 września    | 3:0 (25:18, 25:13, 25:16)               | Pierwsza faza grupowa |        |
| 3  | Holandia   | Łódź    | 27 września    | 0:3 (18:25, 13:25, 23:25)               | Pierwsza faza grupowa |        |
| 4  | Belgia     | Łódź    | 29 września    | 3:1 (25:16, 21:25, 25:19, 25:12)        | Druga faza grupowa    |        |
| 5  | Rosja      | Łódź    | 30 września    | 3:1 (24:26, 25:22, 25:22, 25:22)        | Druga faza grupowa    |        |
| 6  | Bułgaria   | Łódź    | 1 października | 3:1 (18:25, 25:20, 25:21, 25:23)        | Druga faza grupowa    |        |
| 7  | Holandia   | Łódź    | 3 października | 1:3 (11:25, 15:25, 25:20, 20:25)        | Półfinał              |        |
| 8  | Niemcy     | Łódź    | 4 października | 3:0 (25:16, 25:19, 25:23)               | Mecz o 3. miejsce     |        |

### Mistrzostwa Europy 2011
| Nr | Przeciwnik | Miejsce   | Data        | Wynik (Polska-przeciwnik) | Impreza      | Raport |
| -- | ---------- | --------- | ----------- | ------------------------- | ------------ | ------ |
| 1  | Izrael     | Zrenjanin | 24 września | 3:0 (25:23, 25:7, 25:15)  | Faza grupowa |        |
| 2  | Czechy     | Zrenjanin | 25 września | 3:0 (25:20, 28:26, 25:20) | Faza grupowa |        |
| 3  | Rumunia    | Zrenjanin | 26 września | 3:0 (27:25, 25:18, 25:22) | Faza grupowa |        |
| 4  | Serbia     | Belgrad   | 29 września | 0:3 (14:25, 20:25, 24:26) | Ćwierćfinał  |        |

### Mistrzostwa Europy 2013
| Nr | Przeciwnik | Miejsce  | Data        | Wynik (Polska-przeciwnik)               | Impreza              | Raport |
| -- | ---------- | -------- | ----------- | --------------------------------------- | -------------------- | ------ |
| 1  | Czechy     | Schwerin | 6 września  | 2:3 (26:24, 21:25, 21:25, 26:24, 12:15) | Faza grupowa         |        |
| 2  | Bułgaria   | Schwerin | 7 września  | 3:1 (25:22, 18:25, 25:13, 25:18)        | Faza grupowa         |        |
| 3  | Serbia     | Schwerin | 8 września  | 1:3 (18:25, 18:25, 25:22, 21:25)        | Faza grupowa         |        |
| 4  | Włochy     | Zurych   | 10 września | 0:3 (22:25, 22:25, 13:25)               | baraże o ćwierćfinał |        |

### Mistrzostwa Europy 2015
| Nr | Przeciwnik | Miejsce   | Data        | Wynik (Polska-przeciwnik)               | Impreza      | Raport |
| -- | ---------- | --------- | ----------- | --------------------------------------- | ------------ | ------ |
| 1  | Włochy     | Apeldoorn | 26 września | 1:3 (20:25, 25:21, 17:25, 16:25)        | Faza grupowa |        |
| 2  | Holandia   | Apeldoorn | 27 września | 1:3 (15:25, 11:25, 25:19, 18:25)        | Faza grupowa |        |
| 3  | Słowenia   | Apeldoorn | 28 września | 3:0 (25:18, 25:19, 25:21)               | Faza grupowa |        |
| 4  | Białoruś   | Rotterdam | 30 września | 3:2 (25:17, 25:13, 22:25, 20:25, 15:12) | Baraże       |        |
| 5  | Holandia   | Rotterdam | 30 września | 1:3 (16:25, 25:23, 16:25, 16:25)        | Ćwierćfinał  |        |

#### kwalifikacje
| Nr   | Przeciwnik | Miejsce   | Data    | Wynik (Polska-przeciwnik)               | Impreza                | Raport |
| 2014 | 2014       | 2014      | 2014    | 2014                                    | 2014                   | 2014   |
| ---- | ---------- | --------- | ------- | --------------------------------------- | ---------------------- | ------ |
| 1    | Szwajcaria | Lugano    | 16 maja | 3:0 (25:16, 25:13, 25:18)               | Turniej kwalifikacyjny |        |
| 2    | Ukraina    | Lugano    | 17 maja | 3:2 (25:27, 17:25, 25:21, 25:19, 15:10) | Turniej kwalifikacyjny |        |
| 3    | Łotwa      | Lugano    | 18 maja | 3:0 (25:20, 25:6, 25:20)                | Turniej kwalifikacyjny |        |
| 4    | Łotwa      | Bydgoszcz | 23 maja | 3:0 (25:12, 25:15, 25:11)               | Turniej kwalifikacyjny |        |
| 5    | Szwajcaria | Bydgoszcz | 24 maja | 3:0 (25:10, 25:12, 25:20)               | Turniej kwalifikacyjny |        |
| 6    | Ukraina    | Bydgoszcz | 25 maja | 3:0 (25:16, 25:23, 25:22)               | Turniej kwalifikacyjny |        |

### Mistrzostwa Europy 2017
| Nr | Przeciwnik  | Miejsce | Data        | Wynik (Polska-przeciwnik)              | Impreza      | Raport |
| -- | ----------- | ------- | ----------- | -------------------------------------- | ------------ | ------ |
| 1  | Niemcy      | Baku    | 22 września | 3:2 (23:25, 25:15, 18:25, 25:23, 15:5) | Faza grupowa |        |
| 2  | Węgry       | Baku    | 23 września | 3:1 (25:22, 19:25, 25:17, 25:18)       | Faza grupowa |        |
| 3  | Azerbejdżan | Baku    | 24 września | 0:3 (14:25, 21:25, 23:25)              | Faza grupowa |        |
| 4  | Turcja      | Baku    | 27 września | 1:3 (22:25, 25:27, 25:18, 23:25)       | Baraże       |        |

#### kwalifikacje
| Nr   | Przeciwnik | Miejsce       | Data        | Wynik (Polska-przeciwnik)        | Impreza                                                       | Raport |
| 2016 | 2016       | 2016          | 2016        | 2016                             | 2016                                                          | 2016   |
| ---- | ---------- | ------------- | ----------- | -------------------------------- | ------------------------------------------------------------- | ------ |
| 1    | Finlandia  | Érd           | 16 września | 3:0 (25:19,25:16,25:21)          | Eliminacje do Mistrzostw Europy w Piłce Siatkowej Kobiet 2017 |        |
| 2    | Estonia    | Érd           | 17 września | 3:0 (25:17, 25:16, 25:17)        | Eliminacje do Mistrzostw Europy w Piłce Siatkowej Kobiet 2017 |        |
| 3    | Węgry      | Érd           | 18 września | 3:1 (23:25, 25:14, 25:20, 25:22) | Eliminacje do Mistrzostw Europy w Piłce Siatkowej Kobiet 2017 |        |
| 4    | Estonia    | Bielsko-Biała | 23 września | 3:0 (25:19, 25:17, 25:17)        | Eliminacje do Mistrzostw Europy w Piłce Siatkowej Kobiet 2017 |        |
| 5    | Finlandia  | Bielsko-Biała | 24 września | 3:1 (25:23, 20:25, 25:20, 25:19) | Eliminacje do Mistrzostw Europy w Piłce Siatkowej Kobiet 2017 |        |
| 6    | Węgry      | Bielsko-Biała | 25 września | 3:0 (23:25, 25:18, 25:18, 25:10) | Eliminacje do Mistrzostw Europy w Piłce Siatkowej Kobiet 2017 |        |

### Mistrzostwa Europy 2019
| Nr | Przeciwnik | Miejsce | Data        | Wynik (Polska-przeciwnik)               | Impreza           | Raport |
| -- | ---------- | ------- | ----------- | --------------------------------------- | ----------------- | ------ |
| 1  | Słowenia   | Łódź    | 23 sierpnia | 3:0 (25:12, 25:22, 25:23)               | Faza grupowa      |        |
| 2  | Portugalia | Łódź    | 24 sierpnia | 3:0 (25:14, 25:16, 25:11)               | Faza grupowa      |        |
| 3  | Ukraina    | Łódź    | 26 sierpnia | 3:1 (20:25, 25:11, 25:22, 25:15)        | Faza grupowa      |        |
| 4  | Belgia     | Łódź    | 28 sierpnia | 2:3 (20:25, 27:25, 20:25, 25:21, 15:17) | Faza grupowa      |        |
| 5  | Włochy     | Łódź    | 29 sierpnia | 3:2 (24:14, 19:25, 13:25, 25:21, 15:12) | Faza grupowa      |        |
| 6  | Hiszpania  | Łódź    | 1 września  | 3:0 (25:20, 25:20, 25:19)               | 1/8 Finału        |        |
| 7  | Niemcy     | Łódź    | 4 września  | 3:2 (22:25, 25:16, 25:19, 17:25, 15:11) | Ćwierćfinał       |        |
| 8  | Turcja     | Ankara  | 7 września  | 3:1 (25:17, 25:16, 14:25, 25:18)        | Półfinały         |        |
| 9  | Włochy     | Ankara  | 8 września  | 3:0 (25:23, 25:20, 26:24)               | Mecz o 3. miejsce |        |

### Mistrzostwa Europy 2021
| Nr | Przeciwnik | Miejsce | Data        | Wynik (Polska-przeciwnik)        | Impreza      | Raport |
| -- | ---------- | ------- | ----------- | -------------------------------- | ------------ | ------ |
| 1  | Niemcy     | Płowdiw | 19 sierpnia | 3:1 (25:22, 23:25, 25:21, 25:22) | Faza grupowa |        |
| 2  | Grecja     | Płowdiw | 20 sierpnia | 3:0 (25:16, 25:20, 25:19)        | Faza grupowa |        |
| 3  | Czechy     | Płowdiw | 21 sierpnia | 3:1 (20:25, 25:15, 25:21, 25:18) | Faza grupowa |        |
| 4  | Hiszpania  | Płowdiw | 23 sierpnia | 3:0 (25:15, 25:15, 25:8)         | Faza grupowa |        |
| 5  | Bułgaria   | Płowdiw | 25 sierpnia | 1:3 (25:18, 21:25, 21:25, 23:25) | Faza grupowa |        |
| 6  | Ukraina    | Płowdiw | 29 sierpnia | 3:1 (21:25, 25:21, 25:22, 25:17) | 1/8 finału   |        |
| 7  | Turcja     | Płowdiw | 31 sierpnia | 0:3 (18:25, 14:25, 23:25)        | Ćwierćfinał  |        |

### Mistrzostwa Europy 2023
| Nr | Przeciwnik | Miejsce  | Data        | Wynik (Polska-przeciwnik)        | Impreza      | Raport |
| -- | ---------- | -------- | ----------- | -------------------------------- | ------------ | ------ |
| 1  | Słowenia   | Gandawa  | 18 sierpnia | 3:0 (25:19, 25:14, 25:19)        | Faza grupowa |        |
| 2  | Węgry      | Gandawa  | 20 sierpnia | 3:1 (25:22, 25:12, 21,25, 25:16) | Faza grupowa |        |
| 3  | Serbia     | Gandawa  | 21 sierpnia | 1:3 (25:18, 13:25, 23:25, 18:25) | Faza grupowa |        |
| 4  | Belgia     | Gandawa  | 22 sierpnia | 3:0 (25:22, 25:23, 25:21)        | Faza grupowa |        |
| 5  | Ukraina    | Gandawa  | 24 sierpnia | 3:1 (25:17, 22:25, 25:17, 25:17) | Faza grupowa |        |
| 6  | Niemcy     | Bruksela | 27 sierpnia | 3:0 (25:22, 25:20, 26:24)        | 1/8 finału   |        |
| 7  | Turcja     | Bruksela | 30 sierpnia | 0:3 (23:25, 22:25, 18:25)        | Ćwierćfinał  |        |

## Bilans spotkań według krajów
| Lp.   | Reprezentacja       | Liczba meczów | Wygrane | Wygrane | Wygrane | Przegrane | Przegrane | Przegrane | Bilans meczów wygrane:przegrane | Bilans setów wygrane:przegrane |
| Lp.   | Reprezentacja       | Liczba meczów | 3:0     | 3:1     | 3:2     | 2:3       | 1:3       | 0:3       | Bilans meczów wygrane:przegrane | Bilans setów wygrane:przegrane |
| ----- | ------------------- | ------------- | ------- | ------- | ------- | --------- | --------- | --------- | ------------------------------- | ------------------------------ |
| 1     | Austria             | 1             | 1       | -       | -       | -         | -         | -         | 1:0                             | 3:0                            |
| 2     | Azerbejdżan         | 2             | 1       | -       | -       | -         | -         | 1         | 1:1                             | 3:3                            |
| 3     | Belgia              | 8             | 6       | 1       | -       | 1         | -         | -         | 7:1                             | 23:4                           |
| 4     | Białoruś            | 3             | 1       | -       | 1       | -         | 1         | -         | 2:1                             | 7:5                            |
| 5     | Bułgaria            | 20            | 4       | 3       | 7       | -         | 4         | 2         | 14:6                            | 46:35                          |
| 6     | Chorwacja           | 4             | 2       | 1       | -       | -         | -         | 1         | 3:1                             | 9:4                            |
| 7     | Czechy              | 5             | 1       | 3       | -       | 1         | -         | -         | 4:1                             | 14:6                           |
| 8     | Czechosłowacja      | 14            | 1       | 1       | 3       | 4         | 1         | 4         | 5:9                             | 24:34                          |
| 9     | Finlandia           | 2             | 2       | -       | -       | -         | -         | -         | 2:0                             | 6:0                            |
| 10    | Francja             | 7             | 2       | 4       | 1       | -         | -         | -         | 7:0                             | 21:6                           |
| 11    | Grecja              | 2             | 2       | -       | -       | -         | -         | -         | 2:0                             | 6:0                            |
| 12    | Hiszpania           | 4             | 3       | -       | 1       | -         | -         | -         | 4:0                             | 12:2                           |
| 13    | Holandia            | 17            | 4       | 3       | 1       | 1         | 5         | 3         | 8:9                             | 31:32                          |
| 14    | Izrael              | 2             | 2       | -       | -       | -         | -         | -         | 2:0                             | 6:0                            |
| 15    | Jugosławia          | 6             | 4       | 1       | 1       | -         | -         | -         | 6:0                             | 18:3                           |
| 16    | Łotwa               | 2             | 1       | -       | 1       | -         | -         | -         | 2:0                             | 6:2                            |
| 17    | Niemcy              | 11            | 2       | 2       | 4       | 1         | 1         | 1         | 8:3                             | 27:19                          |
| 18    | RFN                 | 6             | 2       | 2       | -       | -         | 1         | 1         | 4:2                             | 13:8                           |
| 19    | NRD                 | 9             | 2       | 1       | 1       | 1         | 1         | 3         | 4:5                             | 15:18                          |
| 19    | Portugalia          | 1             | 1       | -       | -       | -         | -         | -         | 1:0                             | 3:0                            |
| 20    | Rosja               | 5             | -       | 1       | 1       | -         | 2         | 1         | 2:3                             | 8:12                           |
| 21    | Rumunia             | 11            | 7       | 1       | 1       | -         | 1         | 1         | 9:2                             | 28:9                           |
| 22    | Słowenia            | 3             | 3       | -       | -       | -         | -         | -         | 3:0                             | 9:0                            |
| 22    | Serbia              | 5             | 1       | -       | -       | -         | 2         | 2         | 1:4                             | 5:12                           |
| 23    | Serbia i Czarnogóra | 1             | -       | 1       | -       | -         | -         | -         | 1:0                             | 3:1                            |
| 24    | Szwecja             | 1             | 1       | -       | -       | -         | -         | -         | 1:0                             | 3:0                            |
| 25    | Turcja              | 5             | 1       | -       | -       | -         | 2         | 2         | 1:4                             | 5:12                           |
| 26    | Węgry               | 15            | 4       | 6       | -       | 1         | 2         | 2         | 10:5                            | 34:21                          |
| 27    | Włochy              | 16            | 4       | 3       | 1       | -         | 3         | 5         | 8:8                             | 27:29                          |
| 28    | Ukraina             | 7             | 1       | 4       | -       | 2         | -         | -         | 5:2                             | 19:10                          |
| 29    | ZSRR                | 14            | -       | -       | 1       | 2         | 2         | 9         | 1:13                            | 9:41                           |
| Razem | Razem               | 209           | 66      | 38      | 25      | 14        | 28        | 38        | 129:80                          | 443:328                        |

Aktualizacja po ME 2023.

## Bilans spotkań według edycji
| Rok   | Edycja | Miejsce | Liczba meczów | Zwycięstwa | Porażki | Sety    | Trener                   |
| ----- | ------ | ------- | ------------- | ---------- | ------- | ------- | ------------------------ |
| 1949  | I      | 3.      | 6             | 4          | 2       | 12:6    | Lotar Geyer              |
| 1950  | II     | 2.      | 5             | 4          | 1       | 12:4    | Kazimierz Strycharzewski |
| 1951  | III    | 2.      | 5             | 4          | 1       | 12:4    | Zygmunt Kraus            |
| 1955  | IV     | 3.      | 5             | 3          | 2       | 12:10   | Zygmunt Krzyżanowski     |
| 1958  | V      | 3.      | 9             | 7          | 2       | 25:10   | Zbigniew Szpyt           |
| 1963  | VI     | 2.      | 8             | 7          | 1       | 23:8    | Stanisław Poburka        |
| 1967  | VII    | 2.      | 9             | 8          | 1       | 24:7    | Benedykt Krysik          |
| 1971  | VIII   | 2.      | 7             | 5          | 2       | 15:8    | Zygmunt Krzyżanowski     |
| 1975  | IX     | 6.      | 7             | 2          | 5       | 12:16   | Andrzej Niemczyk         |
| 1977  | X      | 4.      | 7             | 4          | 3       | 14:10   | Andrzej Niemczyk         |
| 1979  | XI     | 8.      | 7             | 5          | 2       | 15:11   | Hubert Wagner            |
| 1981  | XII    | 5.      | 7             | 3          | 4       | 9:15    | Andrzej Dulski           |
| 1983  | XIII   | 9.      | 7             | 5          | 2       | 16:11   | Andrzej Dulski           |
| 1985  | XIV    | 7.      | 7             | 4          | 3       | 14:9    | Jerzy Matlak             |
| 1987  | XV     | 11.     | 7             | 2          | 5       | 7:16    | Jan Ryś                  |
| 1989  | XVI    | 9.      | 7             | 3          | 4       | 11:15   | Janusz Badora            |
| 1991  | XVII   | 9.      | 5             | 1          | 4       | 6:14    | Edward Superlak          |
| 1995  | XIX    | 9.      | 5             | 1          | 4       | 7:13    | Leszek Piasecki          |
| 1997  | XX     | 6.      | 7             | 4          | 3       | 13:10   | Jerzy Skrobecki          |
| 1999  | XXI    | 8.      | 5             | 1          | 4       | 7:14    | Zbigniew Krzyżanowski    |
| 2001  | XXII   | 6.      | 7             | 3          | 4       | 14:13   | Zbigniew Krzyżanowski    |
| 2003  | XXIII  | 1.      | 7             | 6          | 1       | 19:11   | Andrzej Niemczyk         |
| 2005  | XXIV   | 1.      | 7             | 7          | 0       | 21:7    | Andrzej Niemczyk         |
| 2007  | XXV    | 4.      | 8             | 6          | 2       | 19:10   | Marco Bonitta            |
| 2009  | XXVI   | 3.      | 8             | 6          | 2       | 19:11   | Jerzy Matlak             |
| 2011  | XXVII  | 5.      | 4             | 3          | 1       | 9:3     | Alojzy Świderek          |
| 2013  | XXVIII | 11.     | 4             | 1          | 3       | 6:10    | Piotr Makowski           |
| 2015  | XXIX   | 8.      | 5             | 2          | 3       | 9:11    | Jacek Nawrocki           |
| 2017  | XXX    | 10.     | 4             | 2          | 2       | 7:9     | Jacek Nawrocki           |
| 2019  | XXXI   | 4.      | 9             | 6          | 3       | 21:14   | Jacek Nawrocki           |
| 2021  | XXXII  | 5.      | 7             | 5          | 2       | 16:9    | Jacek Nawrocki           |
| 2023  | XXXIII | 5.      | 7             | 5          | 2       | 16:8    | Stefano Lavarini         |
| Razem | Razem  | Razem   | 209           | 129        | 80      | 443:328 |                          |

## Składy
- 1949: Jadwiga Brześniowska, Aleksandra Englisz, Irena Felchnerowska, Urszula Figwer, Romualda Gruszczyńska, Elżbieta Kurtz, Krystyna Paprota, Maria Pogorzelska, Halina Orzechowska, Halina Tomaszewska, Zofia Wojewódzka, Mirosława Zakrzewska

- 1950: Jadwiga Brześniowska, Aleksandra Englisz, Romualda Gruszczyńska, Aleksandra Kubiak, Maria Pogorzelska, Emilia Szczawińska, Halina Tomaszewska, Zofia Wojewódzka, Mirosława Zakrzewska, Halina Orzechowska, Elżbieta Kurtz

- 1951: Aleksandra Englisz, Irena Felchnerowska, Krystyna Hajec, Aleksandra Kubiak, Elżbieta Kurtz, Maria Pogorzelska, Emilia Szczawińska, Halina Tomaszewska, Katarzyna Welsyng, Zofia Wojewódzka

- 1955: Jadwiga Abisiak, Klementyna Zielniok, Barbara Czeczótka, Danuta Chwalińska, Danuta Jośko, Krystyna Hajec, Barbara Kocan, Teresa Konopka, Danuta Kordaczuk, Mirosława Zakrzewska-Kotula, Wanda Tumidajewicz, Wanda Zarzycka

- 1958: Krystyna Czajkowska, Maria Golimowska, Danuta Kordaczuk, Jadwiga Kostkiewicz, Mirosława Kotula, Halina Tomaszewska, Maria Panek, Wanda Poleszczuk, Alicja Szewczyk, Barbara Szpyt (Czeczótka), Krystyna Wleciał, Wanda Zarzycka

- 1963: Krystyna Czajkowska, Jadwiga Domańska, Maria Golimowska, Krystyna Jakubowska, Danuta Kordaczuk-Wagner, Krystyna Krupa, Ewa Kuźmińska, Józefa Ledwig, Jadwiga Marko, Maria Śliwka, Zofia Szcześniewska, Lidia Żmuda

- 1967: Halina Aszkiełowicz, Krystyna Czajkowska, Barbara Hermel, Krystyna Jakubowska, Krystyna Krupa, Józefa Ledwig, Janina Pluta, Elżbieta Porzec, Zofia Szcześniewska, Wanda Wiecha, Lidia Żmuda, Hanna Sojczuk

- 1971: Celina Aszkiełowicz, Małgorzata Denisow, Krystyna Karasińska, Elżbieta Leżoń, Teresa Małowidzka, Barbara Miązek, Krystyna Mioduszewska, Bożena Modnicka, Barbara Niemczyk, Krystyna Ostromęcka, Halina Aszkiełowicz-Wojno, Maria Zaucha

- 1975: Alina Nowak, Barbara Niemczyk, Iwona Skonecka, Teresa Kasprzyk, Anna Kołda, Krystyna Maculewicz (Mioduszewska), Krystyna Kuryła, Elżbieta Staniaszek, Małgorzata Denisow, Elżbieta Ciaszkiewicz, Maria Kopczyńska (Zaucha), Ewa Dubaj

- 1977: Barbara Bełdzińska, Teresa Kaliska (Małowidzka), Maria Kopczyńska (Zaucha), Bożena Modnicka, Grażyna Godlewska, Halina Kazimierczak, Elżbieta Makowska-Florczyk, Iwona Skonecka, Celina Łyszkiewicz (Aszkiełowicz), Teresa Kasprzyk, Anna Kołda, Krystyna Maculewicz (Mioduszewska)

- 1979: Urszula Andrzejczak, Bożena Modnicka, Anna Erbel, Małgorzata Gilla, Jolanta Kania, Teresa Kasprzyk, Anna Pełszyk, Urszula Wilk, Anna Lichodzijewska, Barbara Rabajczyk, Jadwiga Wojciechowska, Elżbieta Ciaszkiewicz

- 1981: Irena Krogulska, Agnieszka Dudkiewicz, Anna Erbel, Barbara Fikiel (Rabajczyk), Małgorzata Gilla, Alina Kisiel, Lucyna Kwaśniewska, Anna Lichodzijewska, Anna Pełszyk, Halina Skorek (Kazimierczak), Barbara Skowrońska, Urszula Wilk

- 1983: Anna Lichodzijewska, Marzena Hanyżewska, Lucyna Kwaśniewska, Jolanta Szczygielska, Jarosława Różańska, Bożena Waloch, Urszula Wilk, Anna Kucharczyk, Anna Szalbot, Jolanta Tomiak, Halina Zielińska, Małgorzata Gilla

- 1985: Jolanta Tomiak, Elżbieta Ciaszkiewicz, Barbara Haber, Marzena Hanyżewska, Lucyna Kwaśniewska, Anna Szalbot, Jolanta Szczygielska, Dorota Uram, Urszula Wilk, Bożena Waloch, Beata Woźna, Halina Zielińska

- 1987: Teresa Worek, Jolanta Molenda, Izabela Szczypiórkowska, Mirella Lewandowska, Marzena Hanyżewska, Agnieszka Bieńkowska (Dudkiewicz), Anna Balicka, Barbara Niewiadomska, Dorota Rucka, Halina Zielińska, Jolanta Ziębacz (Tomiak), Ewa Żeleńska

- 1989: Teresa Worek, Jarosława Różańska, Anna Rozpiórska (Erbel), Barbara Niewiadomska, Barbara Skowrońska, Anna Kosek, Bożena Waloch, Katarzyna Zubel, Małgorzata Niemczyk, Agata Sarnik, Ewa Bućko, Beata Jeromkin

- 1991: Magdalena Śliwa, Izabela Szczypiórkowska, Barbara Makowska, Katarzyna Zubel, Dorota Nowosielska, Dorota Świeniewicz, Ewa Cięciel, Małgorzata Niemczyk, Urszula Stala, Anna Kosek, Monika Bednarczyk, Teresa Worek

- 1995: Magdalena Śliwa, Agata Żebro, Barbara Makowska, Katarzyna Zubel, Dorota Nowosielska, Dorota Świeniewicz, Ewa Kowalkowska, Małgorzata Niemczyk, Urszula Stala, Dorota Rucka, Agnieszka Obremska-Malinowska, Teresa Worek

- 1997: Magdalena Śliwa, Katarzyna Gujska, Agata Żebro, Jolanta Kosmol, Joanna Podoba, Dorota Świeniewicz, Ewa Kowalkowska, Agnieszka Orłowska, Iwona Hołowacz, Beata Strządała, Agnieszka Obremska-Malinowska, Urszula Stala

- 1999: Magdalena Śliwa, Renata Gil, Agata Karczmarzewska, Jolanta Kosmol, Joanna Podoba, Dorota Świeniewicz, Ewa Kowalkowska, Agnieszka Orłowska, Iwona Hołowacz, Beata Strządała, Agnieszka Obremska-Malinowska, Małgorzata Glinka

- 2001: Katarzyna Gujska, Izabela Bełcik, Sylwia Pycia, Katarzyna Mroczkowska, Barbara Merta, Dominika Smereka, Ewa Kowalkowska, Małgorzata Glinka, Aleksandra Przybysz, Milena Rosner, Joanna Staniucha, Karolina Ciaszkiewicz

- 2003: Magdalena Śliwa, Izabela Bełcik, Agata Mróz, Katarzyna Skowrońska, Maria Liktoras, Dominika Leśniewicz, Dorota Świeniewicz, Małgorzata Glinka, Joanna Mirek, Małgorzata Niemczyk-Wolska, Aleksandra Przybysz, Anna Podolec

- 2005: Magdalena Śliwa, Izabela Bełcik, Natalia Bamber, Katarzyna Skowrońska, Sylwia Pycia, Mariola Zenik, Dorota Świeniewicz, Małgorzata Glinka, Aleksandra Przybysz, Milena Rosner, Agata Mróz, Joanna Mirek

- 2007: Milena Sadurek, Izabela Bełcik, Eleonora Dziękiewicz, Katarzyna Skowrońska-Dolata, Maria Liktoras, Mariola Zenik, Agnieszka Bednarek, Małgorzata Glinka-Mogentale, Joanna Mirek, Milena Rosner, Dorota Świeniewicz, Anna Podolec

- 2009: Milena Sadurek-Mikołajczyk, Izabela Bełcik, Eleonora Dziękiewicz, Agnieszka Bednarek-Kasza, Katarzyna Gajgał, Dorota Pykosz, Anna Witczak, Anna Barańska, Aleksandra Jagieło, Klaudia Kaczorowska, Joanna Kaczor, Natalia Bamber, Mariola Zenik, Paulina Maj

- 2011: Anna Podolec, Katarzyna Konieczna, Karolina Kosek, Berenika Okuniewska, Agnieszka Bednarek-Kasza, Klaudia Kaczorowska, Katarzyna Jaszewska, Anita Kwiatkowska, Krystyna Strasz, Milena Radecka, Paulina Maj, Joanna Wołosz, Zuzanna Efimienko, Katarzyna Skowrońska-Dolata

- 2013: Dorota Medyńska, Katarzyna Konieczna, Maja Tokarska, Karolina Różycka, Joanna Kaczor, Ewelina Sieczka, Kinga Kasprzak, Milena Radecka, Monika Martałek, Agnieszka Kąkolewska, Paulina Maj, Joanna Wołosz, Zuzanna Efimienko, Katarzyna Skowrońska-Dolata

- 2015: Anna Werblińska, Zuzanna Efimienko, Izabela Bełcik, Anna Grejman, Agnieszka Bednarek-Kasza, Agata Durajczyk, Sylwia Pycia, Izabela Kowalińska, Paulina Maj-Erwardt, Joanna Wołosz, Natalia Kurnikowska, Klaudia Kaczorowska, Katarzyna Skowrońska-Dolata, Kamila Ganszczyk

- 2017: Maja Tokarska, Patrycja Polak, Agnieszka Kąkolewska, Natalia Murek, Aleksandra Krzos, Zuzanna Efimienko, Monika Bociek, Agata Witkowska, Joanna Wołosz, Martyna Grajber, Malwina Smarzek, Julia Twardowska, Marlena Pleśnierowicz, Roksana Brzóska

- 2019: Martyna Grajber, Klaudia Alagierska, Agnieszka Kąkolewska, Martyna Łukasik, Maria Stenzel, Magdalena Stysiak, Zuzanna Efimienko, Paulina Maj-Erwardt, Joanna Wołosz, Aleksandra Wójcik, Natalia Mędrzyk, Malwina Smarzek-Godek, Katarzyna Zaroślińska-Król, Marlena Kowalewska

- 2021: Julia Nowicka, Martyna Grajber, Klaudia Alagierska, Maria Stenzel, Magdalena Stysiak, Zuzanna Efimienko-Młotkowska, Martyna Łukasik, Monika Jagła, Marta Ziółkowska, Malwina Smarzek, Monika Fedusio, Martyna Czyrniańska, Katarzyna Wenerska, Zuzanna Górecka

- 2023: Maria Stenzel, Martyna Grajber, Agnieszka Korneluk, Kamila Witkowska, Monika Gałkowska, Magdalena Stysiak, Monika Fedusio, Martyna Łukasik, Aleksandra Szczygłowska, Izabela Lemańczyk, Joanna Wołosz, Martyna Czyrniańska, Iga Wasilewska, Malwina Smarzek, Aleksandra Gryka, Alicja Grabka, Weronika Szlagowska, Dominika Pierzchała, Katarzyna Wenerska, Joanna Pacak, Julita Piasecka, Olivia Różański, Julia Nowicka, Magdalena Jurczyk, Justyna Łysiak